# 城关街道 (淳化县)
城关街道，是中华人民共和国陕西省咸陽市淳化县下辖的一个街道办事处。
2015年，陕西省民政厅批复同意撤销淳化县城关镇，设立城关街道办事处。

## 行政区划
城关街道下辖以下地区：
城关社区、枣坪社区、城关村、罗家庄村、辛店村、屯庄村、枣坪村、董桥村、高家岭村、耀贤村、土官村、下南村、安社村、北村、崔家塬村、柳沟村、西桥村和丁户塬村。